# Ejército Popular Sandinista
L'Esercito popolare sandinista (o Esercito popolare; Ejército Popular Sandinista, EPS) furono le forze armate istituite nel 1979 dal nuovo governo sandinista per sostituire la Guardia Nazionale, a seguito della disfatta di Anastasio Somoza Debayle. Nel Nicaragua post-sandinista, venne rimodernato nell'Esercito nazionale del Nicaragua. Joaquín Cuadra era capo di stato maggiore, servendo il ministro della Difesa Humberto Ortega. Un progetto, denominato Servizio Militare Patriottico (Servicio Militar patriótico), (SMP) venne istituito nel 1983. In seguito divenne Servizio Militare Obbligatorio (Servicio Militar Obligatorio) (SMO). Le forze speciali Tropas Pablo Ubeda inizialmente passarono sotto il Ministero dell'Interno e poi vennero creati i BLI'S.
Le forze terrestri del EPS hanno costituito la base di quello che oggi sono le attuali Forze terrestri dell'Esercito del Nicaragua  ( Fuerzas Terrestres de la Ejercito de Nicaragua ), costituite nel 1995. Esse riferiscono direttamente al Comandante Generale dell'Esercito.

## Storia

### Movimento di Guerriglia Sandinista (1961–79)
Il FSLN venne ufficialmente fondato in Honduras nella data simbolica del 26 Luglio 1961, l'ottavo anniversario del lancio della rivoluzione cubana di Fidel Castro Ruz. Il FSLN operò in un primo momento nella regione montuosa che segna il confine tra Honduras e Nicaragua. I primi successi furono pochi, però, e le difficoltà e la fatica della pura sopravvivenza portarono a malcontento e diserzioni. Tra il 1970 e il 1974, l'FSLN lottò per ampliare le sue basi di appoggio effettuando operazioni di guerriglia nelle campagne, mentre assumeva nuovi sostenitori nelle città. Le sue tattiche di guerriglia rurali vennero modellate dopo quelle delle forze di Castro, e le forze dell'FSLN vennero addestrate a Cuba.
Per molti osservatori, il FSLN in primo luogo divenne una forza da non sottovalutare quando eseguì un raid spettacolare e di presa in ostaggio ad un ricevimento per l'ambasciatore degli Stati Uniti a Managua nel dicembre del 1974 . L'amministrazione di Anastasio Somoza Debayle fu costretta ad aderire alle umilianti richieste del FSLN per il riscatto e la libertà politica di quattordici prigionieri del FSLN. La Guardia Nazionale perseguì con una grande controffensiva che ridusse la resistenza armata in campagna. Il FSLN rimase sulla difensiva fino al 1977, ma dure rappresaglie della guardia causarono sentimento popolare oscillante ancora di più verso i sandinisti.
La cattura del Palazzo Nazionale da parte di un piccolo gruppo di sandinisti nell'agosto 1978 scatenò una rivolta di massa nel mese successivo. La rivolta fu un punto di svolta nella lotta per rovesciare Anastasio Somoza Debayle. Il FSLN non stava più combattendo da solo, ma piuttosto stava organizzando e controllando un'insurrezione nazionale di cittadini desiderosi di unirsi al movimento anti-Somoza. La guerriglia sandinista del nucleo duro numerò da forse 2.000 a 3.000 uomini; milizie popolari non addestrate e sostenitori stranieri aggiunsero diverse migliaia di più a questo totale. Anche se la "prima offensiva" del settembre 1978 diminuì verso la fine dell'anno, la lotta non si fermò completamente. Il FSLN montò la sua "offensiva finale" del maggio 1979, acquisendo un certo numero di città nel mese di giugno, e lanciando un assalto a tre punte contro Managua ai primi di luglio. Quando Anastasio Somoza Debayle, fortemente sollecitato dagli Stati Uniti, si dimise il 16 luglio e lasciò il paese, la Guardia Nazionale crollò due giorni dopo.

### Esercito Popolare Sandinista (1979–90)
Ranghi sandinisti aumentarono a dismisura durante le ultime settimane di insurrezione, con l'aggiunta di migliaia di volontari addestrati e indisciplinati. Questi auto-assunti con l'accesso alle armi furono fonte di notevole criminalità e violenza. Alla fine del 1979, la situazione si stava chiaramente deteriorando, dato che la microcriminalità montata e alcuni sandinisti abusarono della loro autorità per scopi personali. Per terminare la situazione caotica, i combattenti del FSLN vennero raggruppati in un quadro dell'esercito convenzionale. Al suo interno vi erano 1.300 guerriglieri esperti. La maggior parte del resto erano membri delle milizie popolari e altri avevano giocato un qualche ruolo nella sconfitta di Somoza. Il personale militare cubano contribuì a istituire programmi di formazione di base e più avanzati e a consigliare i comandi regionali. Il nuovo esercito, noto come EPS, venne posto sotto il comando di Humberto Ortega, uno dei nove comandanti del FSLN e il fratello di Daniel José Ortega Saavedra, il coordinatore della giunta sandinista.
I sandinisti annunciarono inizialmente che il loro obiettivo era quello di costruire un esercito professionale ben attrezzato di circa 25.000 uomini. Le loro missioni principali erano di scoraggiare gli attacchi guidati dagli Stati Uniti, evitare una rivolta controrivoluzionaria, e mobilitare il sostegno interno per il FSLN. La forza dell'EPS aumentò costantemente durante la guerra dei Contras nel 1980. Quando gli accordi di pace della guerra dei Contras entrarono in vigore nel 1990, i membri attivi dell'EPS erano oltre 80.000. Completate dai riservisti e dai miliziani, le forze armate del Nicaragua avevano una forza di combattimento complessiva di oltre 125.000 uomini.
L'accumulo dell'esercito regolare dipendeva in un primo momento sugli arruolamenti volontari, ma in seguito nel 1983 venne adottato un sistema di coscrizione universale, noto come Servizio Militare Patriottico. I maschi di età compresa tra i diciassette e i ventisei anni furono obbligati a svolgere due anni di servizio attivo, seguito da due anni di status di riserva. Il servizio da parte delle donne rimase volontario. La coscrizione obbligatoria fu aspramente risentita. Migliaia di giovani fuggirono dal paese piuttosto che servire nelle forze armate, e furono diffuse proteste anti-protesta. L'impopolarità del progetto venne creduto essere stato un grande fattore della sconfitta elettorale sandinista nel 1990.
Ereditando solo i resti malconci dell'equipaggiamento della Guardia Nazionale di Somoza, i sandinisti alla fine acquisirono abbastanza carri armati pesanti e leggeri e veicoli trasporto truppe (APC) sovietici per formare cinque battaglioni corazzati. I sovietici e i loro alleati consegnarono grandi quantità di altre attrezzature, tra cui obici da 122mm e 155mm, 122mm, lanciarazzi multipli, camion, e trasportatori di carri armati. Un mix di armi di fanteria impiegato dagli guerriglieri sandinisti venne gradualmente sostituito da fucili d'assalto sovietici AK-47 nell'EPS e, infine, anche tra gli elementi di combattimento della milizia.
I sandinisti aggiornarono la modesta aviazione lasciata dalla Guardia Nazionale dopo l'invio di personale a Cuba e nei paesi dell'Europa orientale per la sperimentazione e la formazione meccanica. Le acquisizioni più importanti furono gli elicotteri sovietici per le missioni di trasporto di battaglia e d'assalto. Anche se i piloti vennero addestrati e costruite piste in preparazione per aerei da caccia, né l'Unione Sovietica né la Francia erano disposte ad estendere i crediti per l'acquisto di aerei moderni MiG o Mirage. Gli Stati Uniti misero in guardia che l'introduzione di sofisticati caccia a reazione avrebbero rischiato attacchi di rappresaglia a causa del potenziale rischio per il Canale di Panama. Motovedette armate e piccoli dragamine sostituirono le vecchie motovedette lasciate dalla Guardia Nazionale, per difendersi contro gli attacchi nei porti e negli impianti a terra.

### Dopo il 1990
In base ad un accordo tra il Presidente eletto Chamorro dell'Unione Nazionale d'Opposizione (Unión Nacional Oppositora-ONU) e il partito sconfitto del FSLN, il generale Humberto Ortega, ex Ministro della Difesa e comandante in capo dell'EPS sotto i sandinisti, rimase a capo della forze armate. Con una legge che entrò in vigore nell'aprile del 1990, l'EPS divenne subordinato al presidente Chamorro come comandante in capo. Chamorro mantenne anche il portafoglio del Ministero della Difesa. L'autorità di Chamorro nel corso dell'EPS fu, tuttavia, molto limitata. Non c'erano uffici del Ministero della Difesa né viceministri per mettere a punto politiche di difesa nazionale od esercitare il controllo civile sulle forze armate. Ai sensi della legge di organizzazione militare dell'Esercito Popolare Sandinista, emanata poco prima della vittoria elettorale di Chamorro, Humberto Ortega mantenne l'autorità su promozioni, costruzione militare e distribuzioni della forza. Contrattava per l'approvvigionamento di armi e redigeva il bilancio militare presentato al governo. Solo un bilancio complessivo doveva essere presentato al legislatore, evitando così una recensione di elemento tramite l'Assemblea nazionale.
Gli ufficiali sandinisti rimasero a capo di tutte le direzioni generali del personale e delle regioni militari. Il capo dell'esercito, il generale Joaquín Cuadra Lacayo, continuò nella sua posizione pre-Chamorro. Di fronte a pressioni interne per rimuovere Humberto Ortega e il rischio di riduzione degli aiuti degli Stati Uniti finché i sandinisti mantenevano il controllo delle forze armate, Chamorro annunciò che Ortega sarebbe stato sostituito nel 1994. Ortega sfidò la sua autorità per rimpiazzarlo e ribadì la sua intenzione di rimanere a capo dell'EPS fino a che il programma di riforma dell'esercito venne completato nel 1997.
Le misure di riforma dell'esercito vennero lanciate con profondi tagli in punti di forza del personale, abolendo la leva obbligatoria, e sciogliendo la milizia. La dimensione dell'esercito scese da una forza di picco di 97.000 soldati ad una cifra stimata a 15.200 nel 1993, compiuta dagli scarichi volontari e dai pensionamenti forzati. Sotto i sandinisti, lo stato maggiore dell'esercito incarnò numerose armi e direzioni d'artiglieria, di prontezza al combattimento, delle comunicazioni, Guardie di Frontiera, del Genio militare, d'intelligence, di controspionaggio, d'addestramento, delle operazioni, d'organizzazione e mobilitazione, del personale e della logistica. La maggior parte di questi corpi sembravano essere mantenuti, anche se vennero tagliati e riorganizzati. Anche l'aeronautica e la marina vennero subordinati allo stato maggiore dell'esercito.
Dal 1990 la missione dell'EPS fu quella di garantire la sicurezza delle frontiere nazionali e di trattare con disordini interni. Il suo compito principale fu quello di prevenire i disordini e la violenza operata da bande armate di ex soldati Contra e Sandinisti (vedi sicurezza interna, questo cap.).
Nel mese di novembre e dicembre 1992, l'EPS venne schierato al fianco della polizia nazionale per prevenire la violenza durante le manifestazioni del Fronte Nazionale dei Lavoratori per una migliore retribuzione e benefici. L'EPS e le Guardie di Frontiera aiutarono anche la polizia nel controllo dei narcotici. Un piccolo contingente dell'EPS affiancava i Contras smobilitati in una brigata di disarmo speciale per ridurre l'arsenale di armi in mani civili.

## Organizzazione

### Esercito
A partire dal 1993, la forza dell'esercito venne stimata in 13.500 soldati. L'EPS era organizzato in sei comandi regionali e due reparti militari subordinati allo stato maggiore generale. La più grande unità era una brigata di fanteria motorizzata di quattro battaglioni. In aggiunta, c'erano un battaglione di fanteria meccanizzata e tre battaglioni di artiglieria. I battaglioni di guerriglia irregolare vennero ridotti a dieci compagnie di fanteria. Un battaglione delle forze speciali venne formato da personale aviotrasportato e delle Forze Speciali. La maggior parte di queste unità non erano né completamente organiche né adeguatamente attrezzate.
L'esercito continuava a dipendere da armi sovietiche consegnate nel corso del 1980. La maggior parte di queste erano retrodatate e mal tenute. L'inventario dell'EPS di carri armati pesanti e leggeri, APC, e veicoli di ricognizione restava grande per gli standard dell'America Centrale. Tuttavia, la maggior parte dei carri armati sovietici T-55 era riferita in deposito a causa della mancanza di fondi e di personale per mantenerli. I carri armati leggeri PT-76 costituivano il corazzato principale del battaglione di fanteria meccanizzata. Solo circa settantacinque APC e veicoli di ricognizione erano operativi, e alcune delle armi corazzati vennero vendute ad altri paesi dell'America Latina. Questi sono ora completati dall'autoblindo venezuelana Tiuna 4X4.
L'esercito manteneva una notevole offerta di pezzi di artiglieria da traino da 122mm e 152mm e di lanciarazzi multipli. Dodici dei suoi APC erano montati con missili guidati anticarro sovietici AT-3 (Sagger). L'esercito conservava numerosi cannoni anticarro e una scorta di lanciamissili antiaereo portatili sovietici.

#### Unità
Battaglioni di Guerriglia Irregolare (Batallón de Lucha Irregular)
Riconoscendo la necessità di truppe addestrate per la controguerriglia o anti-guerriglia, i sandinisti iniziarono ad implementare i BLI nel 1983. I Bli erano truppe speciali che operavano in una modalità fastlighting o per un lungo periodo di tempo. Queste truppe operavano nelle profondità della fitta giungla del Nicaragua, molto ben addestrate ad adattarsi a qualsiasi clima o terreno e ampliarono il loro numero dopo l'istituzione del progetto. I BLI avrebbero potuto avere da quattro a nove compagnie, da 120 uomini, ma in genere numeravano intorno a 700-800 uomini. Fu la necessità di formare questi battaglioni per cercare di fermare l'invasione dei contras, la cui base era in Honduras e qualcuna sul confine meridionale della Costa Rica, dal momento che l'amministrazione Reagan cercò di spingere la rivoluzione nicaraguense. Il paese nicaraguense venne costretto a difendere e preparare l'intero paese contro gli attacchi dell'invasione degli Stati Uniti, dato che centinaia di militantes si unirono o vennero costretti nelle milizie. I BLI erano in parole semplici speciali feroci soldati-commando che vennero commessi a servire 2 anni, altri rimasero per 8 anni di servizio, acquisendo alta esperienza di combattimento come esercito non registrato nei paesi latino-americani. La storia di combattimenti pesanti venne registrata nel nord del Nicaragua, dove vi erano montagne dense e giungle, e giornalisti da tutto il mondo furono affascinati di essere lì per segnalare questa guerra.
Alcuni di questi Bli erano soldati dai 2 agli 8 anni di esperienza di combattimento, fino a quando i contras vennero sciolti nel periodo 1988/1989/1990. Il mondo stava seguendo la guerra sandinisti-contras a causa di una lunga guerra civile come nessuno aveva confrontato nei Paesi dell'America Latina. In entrambi i lati della Storia vi furono feroci soldati, mercenari, sentinelle, diavoli ed angeli come la gente di tutte le nazioni li nominò.
Vennero arruolati 12 BLI ben armati di potenza di fuoco pesante :
- Farabundo Martí
- Francisco Estrada
- Germán Pomares Ordóñez
- Juan Gregorio Colindres
- Juan Pablo Umanzor
- Miguel Ángel Ortez
- Pedro Altamirano
- Ramón Raudales
- Rufo Marín
- Santos Lopez
- Simón Bolívar
- Sócrates Sandino

Battaglioni Leggeri di Cacciatori (Batallón Ligero Cazador, BLC)
I BLC erano un altro tipo di unità anti-insurrezione, in primo luogo schierati nei primi mesi del 1986. Erano circa la metà delle dimensioni dei BLI, 300-400 uomini. Mentre i Bli vennero progettati per poter operare in modo indipendente, i cacciatori leggeri lavoravano in combinazione con altre unità, fornendo protezione anti-appostamento per le forze più convenzionali. Secondo quanto riferito, vennero arruolati circa 23 BLC, tra cui i seguenti:
- 4009
- 5002
- Carlos Agüero
- Crescencio Rosales
- Cristóbal Vanegas
- Edgar Munguía
- Eduardo Contreras
- Ernesto Cabrera
- Facundo Picado
- Gaspar García Laviana
- Jorge Alberto Martínez
- José Benito Escobar
- Laureano Mairena
- Mario Alemán
- Mauricio Duarte
- Modesto Duarte
- Óscar Benavides
- Óscar Turcios Chavarría
- Pedro Aráuz Palacios
- Ramón Prudencio Serrano
- Reynerio Antonio Tijerino
- Ricardo Morales Avilés
- Rigoberto Cruz

### Altre unità dell'ESP
Le forze terrestri dell'ESP includevano membri della Guardia di Frontiera, della Milizia Popolare (organizzata in 18 brigate alla sua altezza) e nelle Cooperative di Autodifesa dei Lavoratori.
A parte i BLI e i BLC, l'ESP sfoggiava anche le seguenti unità:
- Battaglioni a Dovere Multiplo
- Compagnia Permanente di Difesa Territoriale
- Corpo del Genio
- Corpo Medico
- Gruppi Tattici di Battaglia, composti da:
  - Battaglioni corazzati
  - Battaglioni di fanteria meccanizzata
  - Battaglioni d'artiglieria
  - Battaglioni d'artiglieria di difesa aerea
  - Battaglioni di comunicazioni
- Basi di supporto operativo

#### Equipaggiamento
- Type 58 (fucile d'assalto)

### Aeronautica militare
Quando i sandinisti assunsero il controllo nel 1979, l'Aeronautica militare Sandinista/Forza di Difesa Aerea (Fuerza Aérea Sandinista/Defensa Anti-Aérea—FAS/DAA) ereditò solo i resti della piccola forza aerea della Guardia nazionale. L'equipaggiamento includeva pochi jet armati d'addestramento AT-33A, 337 Cessna, e alcuni mezzi di trasporto, addestratori ed elicotteri. Il tempo necessario per addestrare i piloti e costruire aeroporti impedì un rapido accumulo della FAS/DAA. A partire dal 1982, i sandinisti ricevettero dalla Libia aerei d'addestramento/sostegno tattico italiani SF-260A e L-39 Albatros Aero cechi, un jet addestratore subsonico che avrebbe potuto essere armato di missili per primo in difesa aerea. Oltre ai velivoli da trasporto leggero e medio, la forza aerea acquisì una flotta di elicotteri dall'Unione Sovietica che servivano come risorsa vitale nella guerra contro i Contras. Tra questi, gli elicotteri di trasporto Mi-8 e Mi-17 e poi il Mi-24, seguito dalla sua variante di esportazione, il Mi-25, un moderno elicottero corazzato d'assalto. Dopo che Humberto Ortega rivelò che il Nicaragua aveva avvicinato la Francia e l'Unione Sovietica per aerei da combattimento Mirage o MiG, gli Stati Uniti misero in guardia contro l'introduzione di moderni jet da combattimento nella regione. Anche se il Nicaragua iniziò la costruzione di una nuova base aerea con una pista più lunga e rivestimenti di protezione, non riuscì ad acquisire nuovi aerei da combattimento.
Una serie di siti radar venne costruita per dare la copertura dei radar sandinisti su gran parte del Nicaragua, con la capacità aggiunta di monitorare i movimenti di aeromobili nei paesi vicini. Una struttura d'intercettamento preallarme/controllo terrestre di concezione sovietica diede alla forza aerea la possibilità di controllare i suoi aerei da combattimento da elementi di comando a terra.
Dopo il 1990 la FAS/DAA non era più in grado di mantenere il suo inventario completo di aeromobili senza l'appoggio sovietico. Il complemento del personale scese da 3.000 nel 1990 a 1.200 nel 1993. Le basi aeree a Bluefields, Montelimar, Puerto Cabezas, Puerto Sandino e Managua rimasero operativi. Gli aerei da combattimento vennero ridotti ad un solo squadrone misto di 337 Cessna, L-39 e SF-260A. Tuttavia, la manutenzione di tutti questi velivoli era dubbia. Nel 1992 una serie di elicotteri e sei unità radar venne venduta al Perù. Una piccola flotta di elicotteri, trasporti e aerei utility/addestramento venne mantenuta.

### Marina militare
La "marina" della Guardia Nazionale di Somoza era costituita da un paio di vecchie motovedette. I sandinisti acquisirono navi più moderne, anche se nessuna era più grande di cinquanta tonnellate. La missione della marina militare era quella di scoraggiare gli attacchi dei Contras via mare e per scoraggiare le operazioni gestite dalla CIA come la distruzione degli impianti di stoccaggio del gasolio a Corinto nel 1983 e l'estrazione dei porti nicaraguensi nel 1984. La Marina Militare Sandinista (Marina de Guerra Sandinista-MGS), che aveva raggiunto un punto di forza di picco di 3.000 soldati nel 1990, subì una riduzione radicale a 800 entro il 1993.
Il comandante della marina era un ufficiale dell'EPS con il grado di maggiore. Le principali basi della MGS erano ai porti di Corinto sul Pacifico e Puerto Cabezas nei Caraibi. Altre installazioni erano a El Bluff vicino Bluefields e San Juan del Sur sul Pacifico.
I sandinisti avevano acquisito otto navi di sminamento sovietiche, di cui sette rimasero nel 1993, ma nessuna è nota per essere in condizione di funzionamento. Si crede che tre motovedette sovietiche classe Zhuk siano idonee alla navigazione, su sette che rimasero alla fine del 1990. Si crede siano operative anche tre motovedette veloci della Corea del Nord, oltre a due motovedette tipo Vedette costruite in Francia e armate di mitragliatrici sovietiche da 14.2mm.

### Milizia Popolare Sandinista
Seguendo l'esempio di Cuba, il governo del Nicaragua istituì la Milizia Popolare Sandinista (Milicia Popolare Sandinista-MPS) per aumentare le truppe regolari e per ottenere i servizi di sostenitori entusiasti della rivoluzione che non potevano essere sistemati nell'EPS. La milizia rappresentò sia una massiccia mobilitazione politica sia il mezzo principale per difendere la campagna contro le forze della Resistenza nicaraguense. Milizie individuali ricevettero un addestramento del fine settimana di armi di fanteria di base e vennero assegnati come guardie nelle installazioni sensibili o come guardie notturne. Un tipico battaglione della milizia di 700 persone era composto da cinque compagnie di fanteria e varie unità di supporto. Questi battaglioni formarono fino a 18 Brigate della Milizia.
Le principali armi della MPS erano fucili vecchio-modello, mitragliatrici e mortai. I membri delle milizie che mostravano attitudine durante gli addestramenti di fine settimana vennero selezionati per diversi mesi di addestramento a tempo pieno, seguito da un massimo di sei mesi di servizio nel settore. Durante il 1982 e il 1983, la milizia aveva la responsabilità primaria della difesa delle frontiere e subì quindi pesanti perdite, mentre l'esercito regolare si concentrava nelle basi permanenti. Dopo l'installazione del progetto nel 1983 che permise all'EPS di ampliare le sue operazioni, la funzione principale della milizia mobilitata divenne la protezione delle comunità rurali. Il FSLN affermò che 250.000 persone avevano ricevuto una qualche forma di addestramento militare, di cui 100.000 erano mobilitati in unità attive.
Prima del rovesciamento di Anastasio Somoza Debayle, le donne avevano costituito fino al 40 per cento dei ranghi del FSLN e il 6 per cento degli ufficiali. Sei donne avevano il grado di comandante guerrigliero alla fine del 1970. Dopo la vittoria sandinista, però, le donne vennero gradualmente spostate a ruoli non combattenti o alla Polizia sandinista. Molti combattenti donne resistettero alla riassegnazione, e il loro ruolo divenne una questione nazionale. Come compromesso, si formarono sette battaglioni riservati alle sole donne, ma questi vennero progressivamente convertiti in battaglioni misti. La mobilitazione delle donne continuò in altre forme. Le donne costituivano il 50 per cento dei Comitati di Difesa sandinisti organizzati nei quartieri e fino all'80 per cento dei volontari della Vigilanza Rivoluzionaria, che effettuava pattuglie notturne nei quartieri urbani e presso i siti industriali.

## Forze Terrestri dell'Esercito del Nicaragua (1995-presente)
Con la trasformazione dell'EPS nell'esercito del Nicaragua nel 1995, l'elemento di forze terrestri divenne noto con il suo nome attuale - Forze Terrestri dell'Esercito del Nicaragua (Fuerzas Terrestres de la Ejercito de Nicaragua), costituite nel 1995. Essi riferiscono direttamente al Comandante Generale dell'Esercito. La milizia e il servizio di guardie di frontiera vennero entrambi sciolti con quest'ultimo che forma i Distaccamenti Militari Settentrionale e Meridionale delle Forze Terrestri dell'Esercito.

### Organizzazione
- Brigata di Fanteria Meccanizzata
- Comando Forze Speciali
- Battaglione K-9
- Battaglione Servizio Ecologico
- 1ª Regione Militare
- 2ª Regione Militare
- 4ª Regione Militare
- 5ª Regione Militare
- 6ª Regione Militare
- Distaccamento Militare Settentrionale
- Distaccamento Militare Meridionale

## Equipaggiamento delle Forze Terrestri

### Equipaggiamento leggero
- Makarov PM
- M1911
- Smith & Wesson Model 10
- Browning Hi-Power
- Glock 17
- Jericho 941 - 467
- Heckler & Koch MP5
- PPŠ-41
- Uzi
- Mini-Uzi - 100
- FN FAL
- Heckler & Koch G3
- Type 56 (fucile d'assalto)
- Pistol Mitralieră model 1963/1965

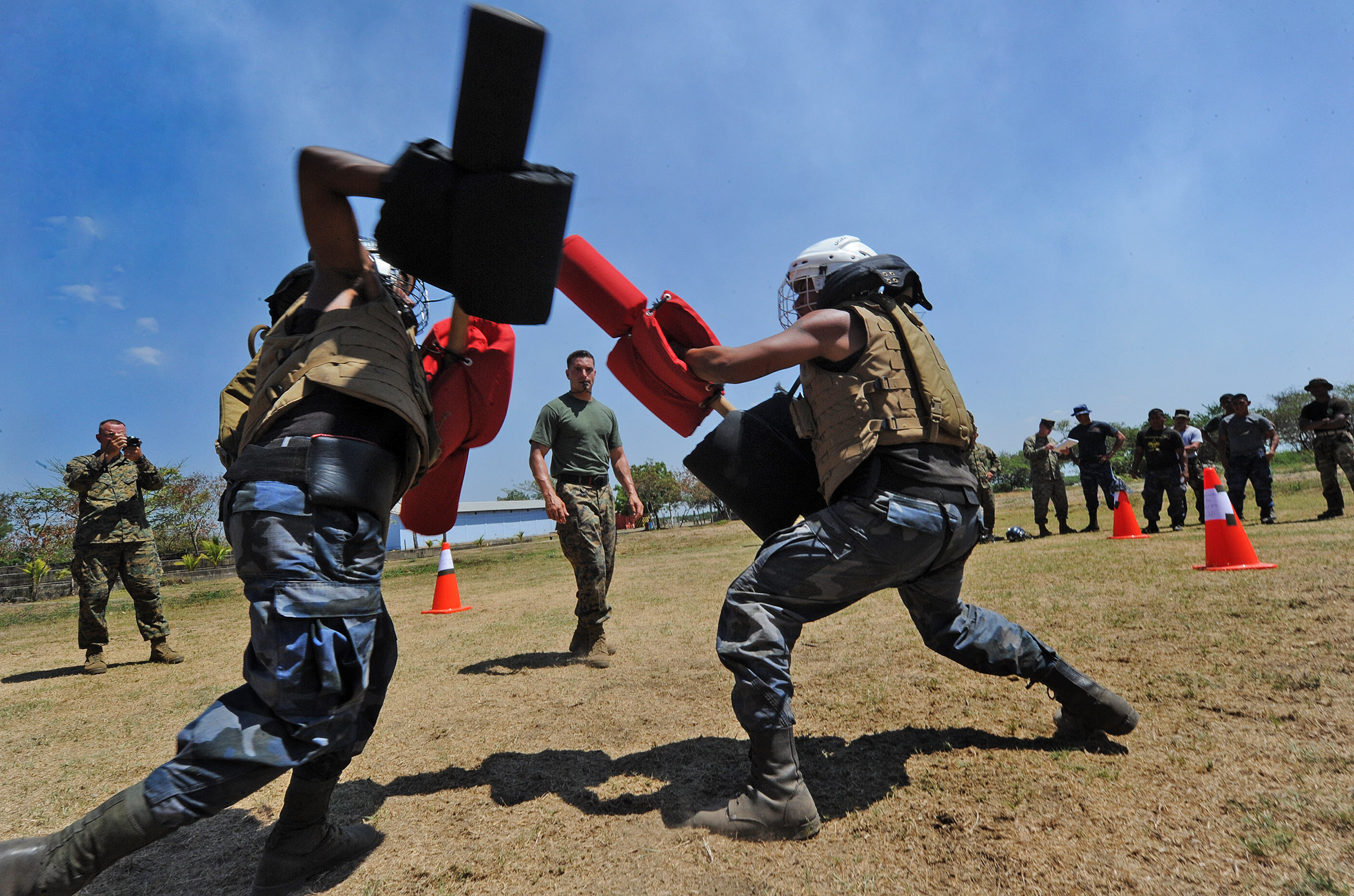
Membri militari nicaraguensi si addestrano durante una visita della U.S. Navy

- Versione rumena RPK del MD. 63 chiamata MD. 64
- Puşcă Mitralieră model 1964 ("mitragliatrice leggera modello 1964")
- AIM/AIMS
- AIM - 7.62×39mm
- PM.md.65 con pulizia della canna rimuovibile - 7.62×39mm. Una prima versione degli obiettivi con un calcio pieghevole e la presa verso l'interno curvea
- AIMS - 7.62×39mm
- AIMS con caricatore a tamburo da 75 proiettili - 7.62×39mm
- AIMR
- Primo modello AIMR con caricatore da 20 proiettili - 7.62×39mm. La designazione rumena originale di questo fucile è PM md. 80
- AIMR - 7.62×39mm. La designazione rumena originale di questo fucile è PM md. 90 cu țeavă scurtă (short barrelled)
- AIMR - 5.56×45mm. La designazione rumena originale di questo fucile è PA md. 97 cu țeavă scurtă (short barrelled)
- AIMR - 5.56×45mm. La designazione rumena originale di questo fucile è PA md. 97 cu țeavă scurtă (short barrelled)
- Pistola rumena AK Draco - 7.62×39mm. Si tratta di una variante d'importazione statunitense dell'AIMR e può essere identificata dalla sua mancanza di un titolo, un paramano semplice senza palmswell e un selettore a 2 posizioni
- Carabina rumena AK Draco - 7.62×39mm. Si tratta di una pistola Draco dotata di un AIMS con calcio pieghevole per replicare l'originale AIMR, tuttavia manca ancora il paramano e un selettore a 3 posizioni
- PM md. 80 Pistol Mitralieră model 1980
- PM md. 90Pistol Mitralieră model 1990
- AK-103 Usato dalle Forze Speciali nicaraguensi.
- AKM
- AK-47
- AKMS / MPiKMS
- AKMSU
- AKMSK
- Zastava M70
- MPi-KM/MPi-KMS-72
- MPi-KMS
- MPi-KM-72 tedesca orientale con calcio pieghevole - 7.62×39mm. Questa è stata la transizionale MPi-KM-72 che ancora usava la maniglia in basso in legno del MPI-KM. Questi erano comuni nel 1965-1972. Il calcio pieghevole laterale non è stato ampiamente diffuso fino al 1973
- MPi-KM-72 tedesca orientale con calcio in plastica - 7.62×39mm
- MPi-KMS-72 tedesca orientale con imbracatura e calcio pieghevole laterale - 7.62×39mm
- M-70A – Ricevitore fresato, calcio pieghevole sotto
- M-70A1 – Ricevitore fresato, calcio pieghevole sotto, supporto per visori notturni od ottici
- M-70B1 – Ricevitore timbrato, calcio fisso
- M-70AB2 – Ricevitore timbrato, calcio pieghevole sotto
- M-70B1N – Ricevitore timbrato, calcio pieghevole sotto, supporto per visori notturni od ottici
- M-70AB2N – Ricevitore timbrato, calcio pieghevole sotto, supporto per visori notturni od ottici
- M-70AB3 – Ricevitore timbrato, calcio pieghevole sotto, mirino di granata da fucile rimosso e sostituito con un lanciagranate BGP 40mm
- M-70B3 – Ricevitore timbrato, calcio fisso, mirino di granata da fucile rimosso e sostituito con un lanciagranate BGP 40mm
- M-92 –  carabina, la variante più corta del M-70AB2
- PAP M-70 – variante semiautomatica destinata al mercato civile
- AK-74
- AKS-74 - Calcio pieghevole laterale
- AK-74N (AKS-74N)
- AKS-74U – Carabina compatta
- AKS-74UN – Guida visore notturno
- RPK-74
- RPKS-74 - Calcio pieghevole laterale
- RPK-74N (RPKS-74N) – Guida visore notturno
- RPK-74 (RPKS-74)
- RPKS-74N
- RPKS-74
- RPKS-74N
- RPKSN
- RPKS-74N
- RPKN
- AK-47
- Type I AK-47, ricevitore ibrido timbrato/fresato con caricatore laterale prototipo di lastra - 7.62×39mm
- Type II AK-47  (notare il calcio montato con supporto) con caricatore laterale - 7.62×39mm
- Type II AK-47 - 7.62×39mm
- Type III AK-47  con caricatore prototipo di lastra - 7.62×39mm
- AK-63
- AK-63F (AMM in Hungarian service): The basic fixed-stock copy of the Soviet AKM.
- AK-63D (AMMSZ in Hungarian service): An AKMS copy with an under-folding steel stock.
- AK-63MF: Modernised AK-63D with telescopic stock and MIL-STD-1913 Picatinny rail.
- SA-85M: A semi-automatic-only version intended for civilian sales in the United States; imported by Kassnar in both pre- and post-ban versions.
- Type 58
- IMI Galil - 10,000
- IMI Micro Galil
- IMI Micro Galil
- IMI MAR Galil
- IMI SAR Galil
- IMI ARM Galil
- IMI AR Galil
- T65
- M16A1 & M16A2 - 6,000
- SIG SG 540
- Dragunov
- M40A1 rifle
- SKS
- vz. 52/57
- FN MAG
- PKM
- PK
- PKT
- M60
- DŠK
- M2 Browning HB
- SGMT per T-55
- RPK
- RPD
- Ithaca 37
- Remington-870
- M67
- M59
- M34
- M26A1
- AN M14
- AN M18
- M79 - 64
- Heckler & Koch HK69A1 / MZP-1
- AGS-17
- Mk 19 w/M2
- RPG-7V - 400
- M72 LAW
- M29 / M1 - 579
- M43 BZ da 82mm - 500
- SA-25 / SA-23
- FAMAE SAF - Versioni standard e mini[3]
- HK MP5

### Veicoli corazzati
- BMP-1 - AIFV - qualcuno[4]
- BTR-152 - 6x6 APC - 120
- BTR-60PB 8x8 APC - 82
- BTR-40 - 4x4 APC - 20
- BTR-50U Versione CP - 1
- BRDM-2- 1
- T-54/55 - 62 operativi, 156 consegnati  (20 T-54 & 136 T-55) alcuni tramite Bulgaria & Libia}
- PT-76B 76mm - 22
- AMX-VCI (riportato) - 30
- T1E1 Staghound 4x4 37mm ARV  - 45 fuori servizio

### Veicoli
- Land Rover Defender
- Caterpillar Inc.
- Dodge M37
- M35A2 2½ ton
- Willys M38A - 1 MD
- AIL M325 Command Car
- Toyota Land Cruiser
- Pegaso - 3045
- Unimog - 406
- Tatra
- Ural
- Santana 88 Ligero Militar
- Tiuna

### Armi anticarro
- AT-3 Sagger  9K-11 Malyutka-500
- BGM71C TOW-alcuni
- B-11 107mm
- M40A1C1 106mm
- M67 90mm
- B-10 82mm
- M20 75mm
- M18 57mm

### Artiglieria
- D-30 2A18 122mm - 67
- M-30 122mm - 24
- D-20 M-1955 152mm - 60
- ZiS-2 M-1943 57mm - 354
- M101A 105mm - 12
- ZiS-3 M-1942 76mm - 85
- BS-3 100mm - 24
- M-160 160mm - 4
- M-43 120mm - 24
- Soltam M-65 120mmì - alcuni

Lanciarazzi multipli
- BM-21 Grad-1P - 100
- Type 63 - 33
- BM-21 - 30

### Antiaerea
- ZSU-23-4 Shilka \ Gundish - 44 venduti all'Ecuador
- ZSU-57-2 - 10
- FIM-92 Stinger
- FIM-43 Redeye
- ZU-23-2 - 20
- SA-7B 9K32 Strela 2 Grail - 1,600
- SA-14 9K34 Strela 3 Gremlin - 117
- SA-16 9K38 Igla Gimlet TOTAL: - 360 MANPAD.
- 9K31 Strela-1 - SA-9 Gaskin
- SA-8 9K33 Osa - 8 lanciatori \ 60 missili tramite  Libia
- KS-19 100mm AAG - 18
- Hispano Suiza HS404\TCM-20 2x20mm AAGs
- M45 Quadmount 4x12,7mm Browning M-2HB
- ZPU - 1\2\4
- S-60 57mm AAGs - 24